# Jacob Hallager
Samuel Jacob Nicolai Hallager (30. april 1822 i København – 10. december 1896 sammesteds) var en dansk billedhugger, halvbror til Thora Hallager.
Han var søn af kasteljæger, senere musikdirigent i Hæren, graver, krigsassessor Andreas Hallager (skilt 1828, død 1853) og Karen Johanne Nicoline Liebert. Hallager var elev af H.W. Bissen og blev optaget på Kunstakademiet i oktober 1837, hvor han gik med afbrydelser indtil 1846. Han var i en årrække Bissens assistent, bl.a. ved udførelsen af Thorvaldsens skulpturer i marmor. Sammen med August Barlach udførte han i 1850 billedrækken på bagfacaden i Jørgen Sonnes frise på Thorvaldsens Museum.
Senere blev han ansat ved Statistisk Bureau og til sidst som graver ved Assistens Kirkegård i København. Hans selvstændige arbejder er i dag ukendte på nær en enkelt tegning. I 1842 var han medstifter af Kunstnerforeningen Den 18. November, som var foreningens navn ved stiftelsen.
Han var ugift og er begravet på Assistens Kirkegård.